# Musketeers de Sioux City
 (octobre 2014).
Si vous disposez d'ouvrages ou d'articles de référence ou si vous connaissez des sites web de qualité traitant du thème abordé ici, merci de compléter l'article en donnant les références utiles à sa vérifiabilité et en les liant à la section « Notes et références ».
Les Musketeers de Sioux City sont une franchise junior de hockey sur glace situé à Sioux City dans l'État de l'Iowa aux États-Unis. Elle est dans la division ouest de USHL.

## Historique
L'équipe a été créé en 1972.

## Records de l'équipe
- Plus grand nombre de points marqués en une saison : 86 (2001-02)
- Plus faible nombre de points marqués en une saison : 20 (1996-97)
- Plus grand nombre de victoires en une saison : 42 (1985-86)
- Plus faible nombre de victoires en une saison : 9 (1996-97)
- Plus grand nombre de défaites en une saison : 45 (1996-97)
- Plus faible nombre de défaites en une saison : 6 (1985-86)
- Plus grand nombre de buts marqués en une saison : 358 (1985-86)
- Plus faible nombre de buts encaissés en une saison : 152 (2003-04)
- Plus grand nombre de minutes de pénalités subies : 1 905 (1997-98)
- Plus longue série de victoires : 16 (10/19/85-12/14/85)
- Plus longue série de défaites : 12 (1979-80)
- Plus longue série de victoires à domicile : 22 (10/5/85-2/15/86)
- Plus longue série de victoires à l'extérieur : 6 (1985-86; 2006-07)
- Plus longue série de défaites à domicile : 12 (1996-97)
- Plus longue série de défaites à l'extérieur : 14 (1996-97)
- Record d'affluence sur un match : 6 010 (12/31/03 contre Lincoln)
- Record d'affluence sur une saison : 82 102 (2006-07)